# فاطمة الكاشف
فاطمة الكاشف ممثلة مصرية .

## عن حياتها
بدأت مسيرتها الفنية في منتصف الثمانينيات، وتخصصت في التمثيل للمسلسلات والسهرات والأفلام التليفزيونية، واشتهرت بشخصية زوبة شقيقة عطا (محمد هنيدي) في مسلسل (البخيل وأنا) في عام 1991، وهي زوجة الفنان جمال عبد الناصر.

## من أعمالها

### مسلسلات
| - سقوط حر 2016 - دنيا جديدة 2015 - كيد الحموات 2014: (اعتدال) - أهل الهوى 2013 - طيري يا طيارة 2012 - حارة خمس نجوم 2012 - تلك الليلة 2011 - الأشرار 2009 - يوميات ونيس (ج6) 2009: (معتزة) - زهرة برية 2009 | - عسكر و حرامية 2007 - أشباح المدينة 2006 - عايش في الغيبوبة 2006 - العمر بالمقلوب 2006 - عيون تائهة 2006 - أحلام في البوابة 2005 - دوائر الشك 2005 - قلب النهار 2004 - تلال الغضب 2001 | - أحلام مؤجلة 1999 - وتمضي الايام 1998 - سنوات الغربة 1997 - الماضي يعود الآن 1997 - البراري والحامول 1995 - قصة مدينة 1995 - عمر بن عبد العزيز 1994 - الحضارة العربية الإسلامية 1993 - القضاء في الإسلام (ج4) 1993 | - السيرة العربية 1992 - القضاء في الإسلام (ج3) 1991 - البخيل وأنا 1991: (زينب "زوبة") - هي وغيرها 1990 - أبيض وأسود 1989 - بلاط الشهداء - زهور من نور - إثنين .. إثنين - البريمو |

### أفلام
- دقات على بابي 1989 - فيلم
- حل يرضي جميع الأطراف 1986 - فيلم
- فتوة درب العسال 1985 - فيلم: (كيداهم)
- فوزية البرجوازية 1985 - فيلم: (الوجه الجديد- فيفي)

### مسرحيات
| - غيبوبة 2015 - الديكتاتور 2012 - يمامة بيضا 2007 | - عائلة الفك المفترس 1997 - مرحبا الزيارة انتهت 1988 - الملياردير | - فيلا على كيفك - حلوة يا دنيا - انت المطلوب |

### أخرى
| - الحقيقة 1988 - سهرة تليفزيونية - اثنين في القفص تمثيلية - سلام لحضرة الناظر مسلسل اذاعي - بين الفقه والجمال والسياسة سهرة تليفزيونية | - قضية بدون متهم سهرة تليفزيونية - أخت الرجال (جزء من مسلسل السيرة العربية) سهرة تليفزيونية - جيران الهنا سهرة تليفزيونية |

## روابط خارجية
- فاطمة الكاشف على موقع الدهليز
- فاطمة الكاشف على موقع قاعدة بيانات الأفلام العربية